# Messias Holanda
Manuel Messias Holanda da Silva, mais conhecido como Messias Holanda (Missão Velha, janeiro de 1942 – Fortaleza, 26 de março de 2018), foi um cantor e compositor brasileiro de forró.

## Carreira
Nasceu em janeiro de 1942, no município de Missão Velha, pequena cidade  do sertão cearense. Mudou-se para Fortaleza, aos cinco anos de idade. Trabalhou como camelô e, depois, nas rádios Iracema e Ceará Rádio Clube, onde começou a difundir suas canções, que fizeram muito sucesso nos anos 1960 e 1970, a exemplo de "Pra tirar Coco", "Mariá, vendedora de rapé (Tabaco Bom)", "Papa de Maisena" e "Pescaria em Boqueirão (Lapa de Minhoca)". Foram mais de 100 composições e 17 LPs gravados.

## Morte
Faleceu em Fortaleza, capital do Ceará, por falência de múltiplos órgãos, após quase três meses de internação no Hospital do Coração de Messejana, em razão de uma pneumonia. Foi sepultado na mesma cidade, no Cemitério São João Batista.
No dia 6 de janeiro, em homenagem à data de nascimento do compositor, comemora-se o dia do forró, em Fortaleza.

## Discografia
- 1970 — Fogo Na Geringonça[8] ‎
- 1973 — Adeus Marina[9]
- 1973 — O Bom Cearense[10]
- 1975 — Cara de Durão[11]
- 1976 — Você Já Está Mentindo[12]
- 1977 — Olhe eu aqui de novo[13]
- 1978 — Cearence do bom[14] ‎
- 1979 — Um Xodó de Mulher[15]
- 1980 — Menina Da Mala[16] ‎
- 1981 — Olha o Tamanho da Bichona[17]
- 1981 — Pra Tirar Coco[18] ‎
- 1982 — Forró Levanta Poeira[19]
- 1984 — Bumbo do Bié[20]
- 1985 — Coma Ovo
- 1986 — Eu Arranco Sua Minhoca[21] ‎
- 1995 — A Volta Do Forrozeiro

- Lista de suas músicas no Letras